# Apple Records
Apple Records es un sello discográfico fundado en 1968 como división de Apple Corps por el grupo de rock británico The Beatles. Hasta 1975, EMI y Capitol Records acordaron la distribución del material publicado por Apple; mientras Apple mantenía los derechos sobre los álbumes de los artistas contratados, EMI retenía los derechos de propiedad de los álbumes de The Beatles.
Además de servir como sello discográfico de los trabajos de The Beatles a partir de 1968 y de los álbumes publicados por John Lennon, Paul McCartney, George Harrison y Ringo Starr hasta 1975, una vez separado el grupo, Apple contrató a un buen número de artistas.

## Historia
Apple Records fue fundado en 1968 como parte del proyecto de The Beatles Apple Corps. Durante este tiempo, los Beatles tenían un contrato con Parlophone en el Reino Unido y con Capitol Records en Estados Unidos. En un nuevo acuerdo, EMI y Capitol propusieron distribuir los discos de Apple Records hasta 1975. Apple se reservaba los derechos de los álbumes publicados bajo el sello, mientras EMI mantenía su poder con los derechos sobre los álbumes de The Beatles, publicados bajo el sello Apple con el número de catálogo prefijado por EMI.

The BEATLES conocido como el White Album fue uno de los primeros trabajos publicados por Apple Records.

La imagen de Apple, una manzana Granny Smith, sirvió como método de distinción en los sencillos y álbumes de la compañía, siendo impresa una imagen de la manzana entera en la cara A de los discos de vinilo y una manzana partida a la mitad en la cara B.  
Apple contrató a un buen grupo de artistas, relacionados en mayor o menor medida con The Beatles: algunos de los artistas de mayor éxito comercial fueron Badfinger, Mary Hopkin y Billy Preston. El primer álbum de James Taylor fue publicado por Apple. Asimismo, el primer álbum de Roger McGough y Mike McGear estaba acordado para ser publicado por Apple, si bien problemas legales hicieron que Parlophone lo editara finalmente. Peter Asher, director de Apple, fue requerido por George Harrison en 1969 para que echara un vistazo al grupo estadounidense Raven y les ofreciera un contrato. 
Fuera de la escena musical pop, varios Beatles contratarían o patrocinarían publicaciones de diversos artistas repartidos por amplios rangos de la música, incluyendo la banda de jazz The Modern Jazz Quartet o la artista avant-garde y posterior esposa de John Lennon Yōko Ono. También firmarían con Apple el músico hindú Ravi Shankar y el compositor de música clásica John Tavener.
Durante el proceso de disolución de The Beatles como entidad en 1974, un jurado acordó que el ochenta por ciento de los beneficios de The Beatles como grupo fueran administrados por Apple Records, mientras el veinte por ciento restante fuera repartido entre sus componentes. Si bien la publicación de álbumes recopilatorios y temáticos relacionados con The Beatles generarían dinero, Apple Records, como subsidiaria de Apple Corps, entraría pronto en problemas financieros.
El sello discográfico Apple Records reaparecería en la escena musical con la publicación de la discografía de The Beatles en el recién creado disco compacto. A partir de entonces, el control sobre las ediciones relacionadas con The Beatles se haría más riguroso, en especial medida por el interés mostrado por Neil Aspinall. Dicho control daría lugar a la publicación de álbumes como Live at the BBC o la serie The Beatles Anthology. En 2006, el sello volvería a ser noticia debido a la disputa legal con Apple Inc..
En 2007, el jefe ejecutivo Neil Aspinall se retiraría de sus labores, siendo reemplazado por Jeff Jones. Estos cambios dieron origen a rumores sobre la posible publicación del catálogo musical de The Beatles en iTunes, a día de hoy sin ninguna confirmación, así como a un programa de remasterización y reedición de los álbumes del grupo.
El 17 de noviembre de 2010 iTunes lanzó un catálogo musical con los álbumes de estudio de The Beatles.

## Sellos asociados

### Zapple Records
Zapple Records, subsidiaria de Apple Records, fue fundada por Barry Miles, amigo y último biógrafo de Paul McCartney, en 1968. El objetivo del sello fue la publicación de trabajos hablados o vanguardistas. Estuvo activa desde octubre de 1968 hasta junio de 1969, constituyendo el segundo fracaso empresarial de The Beatles tras Apple Boutique.
Zapple Records publicaría únicamente dos álbumes: el álbum de música experimental John Lennon y Yoko Ono Unfinished Music No.2: Life with the Lions y el álbum de George Harrison Electronic Sound. 
Un álbum con lecturas de Richard Brautigan sería planeado para su publicación con el número de catálogo Zapple 3, llegando a editarse algunas copias en acetato, si bien, tal y como recordaría posteriormente Miles, "Zapple sería cerrado por Allen Klein antes de que el álbum pudiera ser publicado. Los dos primeros álbumes de Zapple saldrían al mercado. El problema fue que no teníamos preparado el disco de Brautigan antes de que Klein lo cerrara. Ninguno de los Beatles lo oyó nunca.".
El álbum de Brautigan sería publicado bajo el título de Listening To Richard Brautigan por Harvest Records, subsidiaria de EMI, solo en los Estados Unidos. Según Miles, un álbum de Lawrence Ferlinghetti, grabado y editado, tenía como número de catálogo Zapple 4, mientras que otro trabajo de Michael McClure también estaba planeado para su edición en el sello. Entre los planes de la compañía se encontraba la publicación de un trabajo hablado del comediante británico Lenny Bruce, si bien la clausura del sello por parte de Allen Klein, aparentemente con el apoyo de John Lennon, impediría su desarrollo.

### Rapple Records
Rapple Records fue el nombre dado a una única aventura empresarial entre Apple y RCA Records para la publicación de la banda sonora de la película de Apple Films Son of Dracula. El largometraje incluía a Ringo Starr y al artista de RCA Records Harry Nilsson. En Estados Unidos, el álbum fue distribuido por RCA y asignado con el catálogo de RCA.

## Lista de músicos que grabaron para Apple Records

### Miembros de The Beatles
- The Beatles
- John Lennon
- Paul McCartney
- George Harrison
- Ringo Starr

### Otros artistas
- Badfinger
- Brute Force
- Elastic Oz Band
- Elephant's Memory
- Chris Hodge
- Mary Hopkin
- Hot Chocolate
- Jackie Lomax
- Modern Jazz Quartet
- Yoko Ono
- David Peel
- Billy Preston
- Radha Krishna Temple
- Ravi Shankar
- Ronnie Spector
- The Sundown Playboys
- John Tavener
- James Taylor
- White Trash
- Doris Troy
- Lon and Derek Van Eaton

También fueron editados bajo el sello Apple Records, las bandas sonoras de las películas Come Together, El Topo, Son of Dracula y The Concert for Bangla Desh.